# لاري هورتادو
لاري هورتادو (بالإنجليزية: Larry W. Hurtado)‏ هو عالم عقيدة بريطاني، ولد في 29 ديسمبر 1943 في كانساس سيتي في الولايات المتحدة.